# باولو دوسينا
باولو دوسينا (بالإيطالية: Paolo Dossena)‏ هو موسيقي وكاتب أغاني ومنتج أسطوانات وملحن وشاعر إيطالي، ولد في 29 يناير 1942 في بارما في إيطاليا.

## وصلات خارجية
- باولو دوسينا على موقع IMDb (الإنجليزية)
- باولو دوسينا على موقع ميوزك برينز (الإنجليزية)
- باولو دوسينا على موقع أول ميوزيك (الإنجليزية)
- باولو دوسينا على موقع ديسكوغز (الإنجليزية)
- باولو دوسينا على موقع قاعدة بيانات الفيلم (الإنجليزية)